# Munkeryd
Munkeryd (även stavat Munkery eller Monkery) är en by i Holaveden, Ödeshögs kommun, Östergötland. Munkeryd räknas till Stavabygden.
Munkeryd omfattar ett mantal med en areal på 182 hektar.
Av äldre mantalslängder framgår att Munkeryd hört till biskopsbordet i Linköping.
Munkeryd gränsar i norr till Lilla och Stora Krokek, i öster till Glasfall och Stora Smedstorp, i söder till Öjan och i väster till Holkaberg.

## Skiftesförrättningar
Storskiftet genomfördes 1788 och omfattade hela byn. Husen låg i en  skyddande fyrkant. När marken delades på två halvgårdar började hus byggas på båda sidor om bygatan, som ledde till en damm.
Byn skatteköptes den 8 juni 1790.
När laga skiftet inleddes 1851 fanns sju gårdar på norra halvgården. Under skiftets gång minskade detta till fyra. Den södra halvgården berördes inte i skiftet.

## Torp
Enligt en förteckning från 1807 rörande boställen för Andra Livgrenadjärregementet finns ett torp upptaget som tillhörande Vadstena kompani med beteckningen Munkeryd nr 123.
Rusthållaren Hans Andersson i Åby Södergård hade till sommartinget 1717 instämt Erland i Munkeryd och Knut i Holkaberg för att de tagit hans tjänstedräng Jonas Persson till ryttare för Munkeryds rusthåll. De hade därvid lovat att de i stället skulle skaffa honom ett annat tjänstehjon. Målet avslutades utan utslag.

## Munkeryds skola
Munkeryds skolhus byggdes på 1870-talet och ersatte då de ambulerande skolor som förut funnits. Det finns anteckningar om att skollärare tidigare har funnits i Lilla Krokek. Skolan upphörde 1963.